# Circuit de la Sarthe 2016
La 64e édition du Circuit de la Sarthe a eu lieu du 5 au 8 avril 2016. La course fait partie du calendrier UCI Europe Tour 2016 en catégorie 2.1.
L'épreuve a été remportée par le Français Marc Fournier (FDJ), vainqueur de la première étape, qui s'impose nue minute et 50 secondes devant son compatriote Jérôme Coppel (IAM) et deux minutes et quatre secondes devant le lauréat de la cinquième étape, l'Espagnol Juan José Lobato (Movistar).
Le Russe Anton Vorobyev (Katusha), vainqueur des troisième et quatrième, gagne le classement par points et celui de la montagne. Marc Fournier s'adjuge logiquement celui du meilleur jeune et la formation française Cofidis finit meilleure équipe.

## Présentation

### Équipes
Classé en catégorie 2.1 de l'UCI Europe Tour, le Circuit de la Sarthe est par conséquent ouvert aux WorldTeams dans la limite de 50 % des équipes participantes, aux équipes continentales professionnelles, aux équipes continentales et aux équipes nationales.
Seize équipes participent à ce Circuit de la Sarthe - cinq WorldTeams et onze équipes continentales professionnelles :
| UCI WorldTeams   | UCI WorldTeams | UCI WorldTeams |
| Nom de l'équipe  | Pays           | Code           |
| ---------------- | -------------- | -------------- |
| AG2R La Mondiale | France         | ALM            |
| FDJ              | France         | FDJ            |
| IAM              | Suisse         | IAM            |
| Katusha          | Russie         | KAT            |
| Movistar         | Espagne        | MOV            |

| Équipes continentales professionnelles | Équipes continentales professionnelles | Équipes continentales professionnelles |
| Nom de l'équipe                        | Pays                                   | Code                                   |
| -------------------------------------- | -------------------------------------- | -------------------------------------- |
| Androni Giocattoli-Sidermec            | Italie                                 | AND                                    |
| Cofidis                                | France                                 | COF                                    |
| Delko-Marseille Provence-KTM           | France                                 | DMP                                    |
| Direct Énergie                         | France                                 | DEN                                    |
| Drapac                                 | Australie                              | DPC                                    |
| Fortuneo-Vital Concept                 | France                                 | FVC                                    |
| Roompot-Oranje Peloton                 | Pays-Bas                               | ROP                                    |
| Roth                                   | Suisse                                 | ROT                                    |
| Stölting Service Group                 | France                                 | SSG                                    |
| Topsport Vlaanderen-Baloise            | Belgique                               | TSV                                    |
| Wanty-Groupe Gobert                    | Belgique                               | WGG                                    |

## Étapes
| Étape     | Date   | Villes étapes                     | type                        | Distance (km) | Vainqueur d'étape | Leader du classement général |
| --------- | ------ | --------------------------------- | --------------------------- | ------------- | ----------------- | ---------------------------- |
| 1re étape | 5 avr. | Château-du-Loir – Château-du-Loir | étape de plaine             | 182,8         | Marc Fournier     | Marc Fournier                |
| 2e étape  | 6 avr. | Saint-Mars-la-Jaille – Angers     | étape de plaine             | 85,1          | Bryan Coquard     | Marc Fournier                |
| 3e étape  | 6 avr. | Angers – Angers                   | contre-la-montre individuel | 6,8           | Anton Vorobyev    | Marc Fournier                |
| 4e étape  | 7 avr. | Angers – mont des Avaloirs        | étape vallonnée             | 190,3         | Anton Vorobyev    | Marc Fournier                |
| 5e étape  | 8 avr. | abbaye de l'Épau – Arnage         | étape de plaine             | 176           | Juan José Lobato  | Marc Fournier                |

## Déroulement de la course

### 1reétape
| Classement de l'étape | Classement de l'étape | Classement de l'étape | Classement de l'étape       | Classement de l'étape |
|                       | Coureur               | Pays                  | Équipe                      | Temps                 |
| --------------------- | --------------------- | --------------------- | --------------------------- | --------------------- |
| 1er                   | Marc Fournier         | France                | FDJ                         | en 4 h 41 min 13 s    |
| 2e                    | Bryan Coquard         | France                | Direct Énergie              | + 2 min 15 s          |
| 3e                    | Sondre Holst Enger    | Norvège               | IAM                         | + 2 min 15 s          |
| 4e                    | Juan José Lobato      | Espagne               | Movistar                    | + 2 min 15 s          |
| 5e                    | Daniele Ratto         | Italie                | Androni Giocattoli-Sidermec | + 2 min 15 s          |
| 6e                    | Maurits Lammertink    | Pays-Bas              | Roompot-Oranje Peloton      | + 2 min 15 s          |
| 7e                    | Clément Venturini     | France                | Cofidis                     | + 2 min 15 s          |
| 8e                    | Otto Vergaerde        | Belgique              | Topsport Vlaanderen-Baloise | + 2 min 15 s          |
| 9e                    | Huub Duyn             | Pays-Bas              | Roompot-Oranje Peloton      | + 2 min 15 s          |
| 10e                   | Samuel Dumoulin       | France                | AG2R La Mondiale            | + 2 min 15 s          |
| modifier              |                       |                       |                             |                       |

| Classement général | Classement général | Classement général | Classement général           | Classement général |
|                    | Coureur            | Pays               | Équipe                       | Temps              |
| ------------------ | ------------------ | ------------------ | ---------------------------- | ------------------ |
| 1er                | Marc Fournier      | France             | FDJ                          | en 4 h 40 min 56 s |
| 2e                 | Bryan Coquard      | France             | Direct Énergie               | + 2 min 26 s       |
| 3e                 | Sondre Holst Enger | Norvège            | IAM                          | + 2 min 28 s       |
| 4e                 | Leonardo Duque     | Colombie           | Delko-Marseille Provence-KTM | + 2 min 31 s       |
| 5e                 | Tiago Machado      | Portugal           | Katusha                      | + 2 min 31 s       |
| 6e                 | Juan José Lobato   | Espagne            | Movistar                     | + 2 min 32 s       |
| 7e                 | Daniele Ratto      | Italie             | Androni Giocattoli-Sidermec  | + 2 min 32 s       |
| 8e                 | Maurits Lammertink | Pays-Bas           | Roompot-Oranje Peloton       | + 2 min 32 s       |
| 9e                 | Clément Venturini  | France             | Cofidis                      | + 2 min 32 s       |
| 10e                | Otto Vergaerde     | Belgique           | Topsport Vlaanderen-Baloise  | + 2 min 32 s       |
| modifier           |                    |                    |                              |                    |

### 2eétape
| Classement de l'étape | Classement de l'étape | Classement de l'étape | Classement de l'étape       | Classement de l'étape |
|                       | Coureur               | Pays                  | Équipe                      | Temps                 |
| --------------------- | --------------------- | --------------------- | --------------------------- | --------------------- |
| 1er                   | Bryan Coquard         | France                | Direct Énergie              | en 2 h 2 min 35 s     |
| 2e                    | Matteo Pelucchi       | Italie                | IAM                         | m.t                   |
| 3e                    | Raymond Kreder        | Pays-Bas              | Roompot-Oranje Peloton      | m.t                   |
| 4e                    | Lorrenzo Manzin       | France                | FDJ                         | m.t                   |
| 5e                    | Danilo Napolitano     | Italie                | Wanty-Groupe Gobert         | m.t                   |
| 6e                    | Brenton Jones         | Australie             | Drapac                      | m.t                   |
| 7e                    | Gerald Ciolek         | Allemagne             | Stölting Service Group      | m.t                   |
| 8e                    | Marco Benfatto        | Italie                | Androni Giocattoli-Sidermec | m.t                   |
| 9e                    | Dylan Page            | Suisse                | Roth                        | m.t                   |
| 10e                   | Francesco Chicchi     | Italie                | Androni Giocattoli-Sidermec | m.t                   |
| modifier              |                       |                       |                             |                       |

| Classement général | Classement général | Classement général | Classement général           | Classement général |
|                    | Coureur            | Pays               | Équipe                       | Temps              |
| ------------------ | ------------------ | ------------------ | ---------------------------- | ------------------ |
| 1er                | Marc Fournier      | France             | FDJ                          | en 6 h 43 min 31 s |
| 2e                 | Bryan Coquard      | France             | Direct Énergie               | + 2 min 20 s       |
| 3e                 | Sondre Holst Enger | Norvège            | IAM                          | + 2 min 28 s       |
| 4e                 | Leonardo Duque     | Colombie           | Delko-Marseille Provence-KTM | + 2 min 31 s       |
| 5e                 | Tiago Machado      | Portugal           | Katusha                      | + 2 min 31 s       |
| 6e                 | Gaëtan Bille       | Belgique           | Wanty-Groupe Gobert          | + 2 min 31 s       |
| 7e                 | Lorrenzo Manzin    | France             | FDJ                          | + 2 min 32 s       |
| 8e                 | Clément Venturini  | France             | Cofidis                      | + 2 min 32 s       |
| 9e                 | Samuel Dumoulin    | France             | AG2R La Mondiale             | + 2 min 32 s       |
| 10e                | Juan José Lobato   | Espagne            | Movistar                     | + 2 min 32 s       |
| modifier           |                    |                    |                              |                    |

### 3eétape
| Classement de l'étape | Classement de l'étape | Classement de l'étape | Classement de l'étape | Classement de l'étape |
|                       | Coureur               | Pays                  | Équipe                | Temps                 |
| --------------------- | --------------------- | --------------------- | --------------------- | --------------------- |
| 1er                   | Anton Vorobyev        | Russie                | Katusha               | en 8 min 11 s         |
| 2e                    | Jérôme Coppel         | France                | IAM                   | + 1 s                 |
| 3e                    | Matthias Brändle      | Autriche              | IAM                   | + 1 s                 |
| 4e                    | Laurent Pichon        | France                | FDJ                   | + 6 s                 |
| 5e                    | Marc Fournier         | France                | FDJ                   | + 9 s                 |
| 6e                    | Thomas Voeckler       | France                | Direct Énergie        | + 15 s                |
| 7e                    | Gert Jõeäär           | Estonie               | Cofidis               | + 16 s                |
| 8e                    | Javier Moreno         | Espagne               | Movistar              | + 17 s                |
| 9e                    | Gaëtan Bille          | Belgique              | Wanty-Groupe Gobert   | + 17 s                |
| 10e                   | Sondre Holst Enger    | Norvège               | IAM                   | + 18 s                |
| modifier              |                       |                       |                       |                       |

| Classement général | Classement général | Classement général | Classement général  | Classement général |
|                    | Coureur            | Pays               | Équipe              | Temps              |
| ------------------ | ------------------ | ------------------ | ------------------- | ------------------ |
| 1er                | Marc Fournier      | France             | FDJ                 | en 6 h 51 min 51 s |
| 2e                 | Jérôme Coppel      | France             | IAM                 | + 2 min 24 s       |
| 3e                 | Laurent Pichon     | France             | FDJ                 | + 2 min 29 s       |
| 4e                 | Bryan Coquard      | France             | Direct Énergie      | + 2 min 32 s       |
| 5e                 | Sondre Holst Enger | Norvège            | IAM                 | + 2 min 37 s       |
| 6e                 | Thomas Voeckler    | France             | Direct Énergie      | + 2 min 38 s       |
| 7e                 | Gaëtan Bille       | Belgique           | Wanty-Groupe Gobert | + 2 min 39 s       |
| 8e                 | Gert Jõeäär        | Estonie            | Cofidis             | + 2 min 39 s       |
| 9e                 | Javier Moreno      | Espagne            | Movistar            | + 2 min 40 s       |
| 10e                | Mathias Frank      | Suisse             | IAM                 | + 2 min 42 s       |
| modifier           |                    |                    |                     |                    |

### 4eétape
| Classement de l'étape | Classement de l'étape | Classement de l'étape | Classement de l'étape        | Classement de l'étape |
|                       | Coureur               | Pays                  | Équipe                       | Temps                 |
| --------------------- | --------------------- | --------------------- | ---------------------------- | --------------------- |
| 1er                   | Anton Vorobyev        | Russie                | Katusha                      | en 5 h 13 min 53 s    |
| 2e                    | Patrick Gretsch       | Allemagne             | AG2R La Mondiale             | + 51 s                |
| 3e                    | Romain Hardy          | France                | Cofidis                      | + 1 min 15 s          |
| 4e                    | Thomas Voeckler       | France                | Direct Énergie               | + 1 min 15 s          |
| 5e                    | Juan José Lobato      | Espagne               | Movistar                     | + 1 min 15 s          |
| 6e                    | Floris De Tier        | Belgique              | Topsport Vlaanderen-Baloise  | + 1 min 15 s          |
| 7e                    | Cyril Gautier         | France                | AG2R La Mondiale             | + 1 min 15 s          |
| 8e                    | Julien El Fares       | France                | Delko-Marseille Provence-KTM | + 1 min 15 s          |
| 9e                    | Maurits Lammertink    | Pays-Bas              | Roompot-Oranje Peloton       | + 1 min 15 s          |
| 10e                   | Mathias Frank         | Suisse                | IAM                          | + 1 min 15 s          |
| modifier              |                       |                       |                              |                       |

| Classement général | Classement général | Classement général | Classement général  | Classement général |
|                    | Coureur            | Pays               | Équipe              | Temps              |
| ------------------ | ------------------ | ------------------ | ------------------- | ------------------ |
| 1er                | Marc Fournier      | France             | FDJ                 | en 12 h 7 min 26 s |
| 2e                 | Jérôme Coppel      | France             | IAM                 | + 1 min 57 s       |
| 3e                 | Thomas Voeckler    | France             | Direct Énergie      | + 2 min 11 s       |
| 4e                 | Gaëtan Bille       | Belgique           | Wanty-Groupe Gobert | + 2 min 12 s       |
| 5e                 | Javier Moreno      | Espagne            | Movistar            | + 2 min 13 s       |
| 6e                 | Mathias Frank      | Suisse             | IAM                 | + 2 min 15 s       |
| 7e                 | Tiago Machado      | Portugal           | Katusha             | + 2 min 18 s       |
| 8e                 | Juan José Lobato   | Espagne            | Movistar            | + 2 min 21 s       |
| 9e                 | Romain Sicard      | France             | Direct Énergie      | + 2 min 22 s       |
| 10e                | Stéphane Rossetto  | France             | Cofidis             | + 2 min 27 s       |
| modifier           |                    |                    |                     |                    |

### 5eétape
| Classement de l'étape | Classement de l'étape | Classement de l'étape | Classement de l'étape       | Classement de l'étape |
|                       | Coureur               | Pays                  | Équipe                      | Temps                 |
| --------------------- | --------------------- | --------------------- | --------------------------- | --------------------- |
| 1er                   | Juan José Lobato      | Espagne               | Movistar                    | en 4 h 1 min 7 s      |
| 2e                    | Marco Benfatto        | Italie                | Androni Giocattoli-Sidermec | m.t                   |
| 3e                    | Matteo Pelucchi       | Italie                | IAM                         | m.t                   |
| 4e                    | Raymond Kreder        | Pays-Bas              | Roompot-Oranje Peloton      | m.t                   |
| 5e                    | Bryan Coquard         | France                | Direct Énergie              | m.t                   |
| 6e                    | Brenton Jones         | Australie             | Drapac                      | m.t                   |
| 7e                    | Danilo Napolitano     | Italie                | Wanty-Groupe Gobert         | m.t                   |
| 8e                    | Clément Venturini     | France                | Cofidis                     | m.t                   |
| 9e                    | Otto Vergaerde        | Belgique              | Topsport Vlaanderen-Baloise | m.t                   |
| 10e                   | Samuel Dumoulin       | France                | AG2R La Mondiale            | m.t                   |
| modifier              |                       |                       |                             |                       |

## Classements finals

### Classement général final
| Classement général | Classement général | Classement général | Classement général          | Classement général |
|                    | Coureur            | Pays               | Équipe                      | Temps              |
| ------------------ | ------------------ | ------------------ | --------------------------- | ------------------ |
| 1er                | Marc Fournier      | France             | FDJ                         | en 16 h 8 min 40 s |
| 2e                 | Jérôme Coppel      | France             | IAM                         | + 1 min 50 s       |
| 3e                 | Juan José Lobato   | Espagne            | Movistar                    | + 2 min 4 s        |
| 4e                 | Thomas Voeckler    | France             | Direct Énergie              | + 2 min 4 s        |
| 5e                 | Gaëtan Bille       | Belgique           | Wanty-Groupe Gobert         | + 2 min 5 s        |
| 6e                 | Javier Moreno      | Espagne            | Movistar                    | + 2 min 6 s        |
| 7e                 | Mathias Frank      | Suisse             | IAM                         | + 2 min 8 s        |
| 8e                 | Tiago Machado      | Portugal           | Katusha                     | + 2 min 11 s       |
| 9e                 | Eliot Lietaer      | Belgique           | Topsport Vlaanderen-Baloise | + 2 min 16 s       |
| 10e                | Stéphane Rossetto  | France             | Cofidis                     | + 2 min 20 s       |
| modifier           |                    |                    |                             |                    |

### Classements annexes
| Classement par points | Classement par points | Classement par points | Classement par points | Classement par points |
| --------------------- | --------------------- | --------------------- | --------------------- | --------------------- |
|                       | Coureur               | Pays                  | Équipe                | Point(s)              |
| 1er                   | Anton Vorobyev        | Russie                | Katusha               | 63 points             |
| 2e                    | Bryan Coquard         | France                | Direct Énergie        | 57 pts                |
| 3e                    | Juan José Lobato      | Espagne               | Movistar              | 51 pts                |
| modifier              |                       |                       |                       |                       |

| Classement de la montagne | Classement de la montagne | Classement de la montagne | Classement de la montagne | Classement de la montagne |
| ------------------------- | ------------------------- | ------------------------- | ------------------------- | ------------------------- |
|                           | Coureur                   | Pays                      | Équipe                    | Point(s)                  |
| 1er                       | Anton Vorobyev            | Russie                    | Katusha                   | 38 points                 |
| 2e                        | Marc Fournier             | France                    | FDJ                       | 26 pts                    |
| 3e                        | Benoît Jarrier            | France                    | Fortuneo-Vital Concept    | 20 pts                    |
| modifier                  |                           |                           |                           |                           |

| Classement du meilleur jeune | Classement du meilleur jeune | Classement du meilleur jeune | Classement du meilleur jeune | Classement du meilleur jeune |
|                              | Coureur                      | Pays                         | Équipe                       | Temps                        |
| ---------------------------- | ---------------------------- | ---------------------------- | ---------------------------- | ---------------------------- |
| 1er                          | Marc Fournier                | France                       | FDJ                          | en 16 h 8 min 40 s           |
| 2e                           | Clément Venturini            | France                       | Cofidis                      | + 3 min 40 s                 |
| 3e                           | Sondre Holst Enger           | Norvège                      | IAM                          | + 5 min 26 s                 |
| modifier                     |                              |                              |                              |                              |

| Classement par équipes | Classement par équipes | Classement par équipes | Classement par équipes |
|                        | Équipe                 | Pays                   | Temps                  |
| ---------------------- | ---------------------- | ---------------------- | ---------------------- |
| 1re                    | Cofidis                | France                 | en 36 h 29 min 20 s    |
| 2e                     | Movistar               | Espagne                | + 16 s                 |
| 3e                     | Direct Énergie         | France                 | + 22 s                 |
| modifier               |                        |                        |                        |

### UCI Europe Tour
Ce Circuit de la Sarthe attribue des points pour l'UCI Europe Tour 2016, y compris aux coureurs faisant partie d'une équipe ayant un label WorldTeam. De plus la course donne le même nombre de points individuellement à tous les coureurs pour le Classement mondial UCI 2016.
| Position           | 1er | 2e | 3e | 4e | 5e | 6e | 7e | 8e | 9e | 10e | 11e | 12e | 13e à 15e | 16e à 25e |
| Classement général | 125 | 85 | 70 | 60 | 50 | 40 | 35 | 30 | 25 | 20  | 15  | 10  | 5         | 3         |
| Par étape          | 14  | 5  | 3  |    |    |    |    |    |    |     |     |     |           |           |
| Leader, par étape  | 3   |    |    |    |    |    |    |    |    |     |     |     |           |           |

| Cycliste           | Équipe                       | Général | Étape | Leader | Total |
| ------------------ | ---------------------------- | ------- | ----- | ------ | ----- |
| Marc Fournier      | FDJ                          | 125     | 14    | 12     | 151   |
| Jérôme Coppel      | IAM                          | 85      | 5     | -      | 90    |
| Juan José Lobato   | Movistar                     | 70      | 14    | -      | 84    |
| Thomas Voeckler    | Direct Énergie               | 60      | -     | -      | 60    |
| Gaëtan Bille       | Wanty-Groupe Gobert          | 50      | -     | -      | 50    |
| Javier Moreno      | Movistar                     | 40      | -     | -      | 40    |
| Mathias Frank      | IAM                          | 35      | -     | -      | 35    |
| Tiago Machado      | Katusha                      | 30      | -     | -      | 30    |
| Anton Vorobyev     | Katusha                      | -       | 28    | -      | 28    |
| Eliot Lietaer      | Topsport Vlaanderen-Baloise  | 25      | -     | -      | 25    |
| Bryan Coquard      | Direct Énergie               | 5       | 19    | -      | 24    |
| Stéphane Rossetto  | Cofidis                      | 20      | -     | -      | 20    |
| Maurits Lammertink | Roompot-Oranje Peloton       | 15      | -     | -      | 15    |
| Romain Sicard      | Direct Énergie               | 10      | -     | -      | 10    |
| Patrick Gretsch    | AG2R La Mondiale             | 3       | 5     | -      | 8     |
| Matteo Pelucchi    | IAM                          | -       | 8     | -      | 8     |
| Romain Hardy       | Cofidis                      | 3       | 3     | -      | 6     |
| Marco Benfatto     | Androni Giocattoli-Sidermec  | -       | 5     | -      | 5     |
| Pierrick Fédrigo   | Fortuneo-Vital Concept       | 5       | -     | -      | 5     |
| Cyril Gautier      | AG2R La Mondiale             | 5       | -     | -      | 5     |
| Carlos Betancur    | Movistar                     | 3       | -     | -      | 3     |
| Matthias Brändle   | IAM                          | -       | 3     | -      | 3     |
| Loïc Chetout       | Cofidis                      | 3       | -     | -      | 3     |
| Floris De Tier     | Topsport Vlaanderen-Baloise  | 3       | -     | -      | 3     |
| Leonardo Duque     | Delko-Marseille Provence-KTM | 3       | -     | -      | 3     |
| Huub Duyn          | Roompot-Oranje Peloton       | 3       | -     | -      | 3     |
| Sondre Holst Enger | IAM                          | -       | 3     | -      | 3     |
| Arnaud Gérard      | Fortuneo-Vital Concept       | 3       | -     | -      | 3     |
| Raymond Kreder     | Roompot-Oranje Peloton       | -       | 3     | -      | 3     |
| Francis Mourey     | Fortuneo-Vital Concept       | 3       | -     | -      | 3     |
| Thomas Scully      | Drapac                       | 3       | -     | -      | 3     |

## Évolution des classements
| Étape              | Vainqueur          | Classement général | Classement par points | Classement de la montagne | Classement du meilleur jeune | Classement par équipes |
| ------------------ | ------------------ | ------------------ | --------------------- | ------------------------- | ---------------------------- | ---------------------- |
| 1                  | Marc Fournier      | Marc Fournier      | Marc Fournier         | Marc Fournier             | Marc Fournier                | FDJ                    |
| 2                  | Bryan Coquard      | Marc Fournier      | Bryan Coquard         | Marc Fournier             | Marc Fournier                | FDJ                    |
| 3                  | Anton Vorobyev     | Marc Fournier      | Bryan Coquard         | Marc Fournier             | Marc Fournier                | FDJ                    |
| 4                  | Anton Vorobyev     | Marc Fournier      | Anton Vorobyev        | Marc Fournier             | Marc Fournier                | Cofidis                |
| 5                  | Juan José Lobato   | Marc Fournier      | Anton Vorobyev        | Anton Vorobyev            | Marc Fournier                | Cofidis                |
| Classements finals | Classements finals | Marc Fournier      | Anton Vorobyev        | Anton Vorobyev            | Marc Fournier                | Cofidis                |

## Liste des participants
- Liste de départ complète

| Légende                             | Légende                                                                                                  | Légende                                | Légende                                                                                                  |
| ----------------------------------- | --- | -------------------------------------- | --- |
| Num                                 | Dossard de départ porté par le coureur sur ce Circuit de la Sarthe                                       | Pos                                    | Position finale au classement général                                                                    |
| Leader du classement général        | Indique le vainqueur du classement général                                                               | Leader du classement par points        | Indique le vainqueur du classement par points                                                            |
| Leader du classement de la montagne | Indique le vainqueur du classement de la montagne                                                        | Leader du classement du meilleur jeune | Indique le vainqueur du classement du meilleur jeune                                                     |
|                                     | Indique un maillot de champion national ou mondial, suivi de sa spécialité                               | #                                      | Indique la meilleure équipe                                                                              |
| NP                                  | Indique un coureur qui n'a pas pris le départ d'une étape, suivi du numéro de l'étape où il s'est retiré | AB                                     | Indique un coureur qui n'a pas terminé une étape, suivi du numéro de l'étape où il s'est retiré          |
| HD                                  | Indique un coureur qui a terminé une étape hors des délais, suivi du numéro de l'étape                   | *                                      | Indique un coureur en lice pour le classement du meilleur jeune (coureurs nés après le 1er janvier 1993) |

| Movistar MOV          | Movistar MOV           | Movistar MOV |
| --------------------- | ---------------------- | ------------ |
| Num                   | Coureur                | Pos          |
| 1                     | Jorge Arcas (ESP)      | 61e          |
| 2                     | Carlos Betancur (COL)  | 24e          |
| 3                     | Juan José Lobato (ESP) | 3e           |
| 4                     | Javier Moreno (ESP)    | 6e           |
| 5                     | Dayer Quintana (COL)   | AB-5         |
| 6                     | Antonio Pedrero (ESP)  | 33e          |
| Directeur sportif : ? |                        |              |

| Katusha KAT           | Katusha KAT             | Katusha KAT |
| --------------------- | ----------------------- | ----------- |
| Num                   | Coureur                 | Pos         |
| 11                    | Tiago Machado (POR)     | 8e          |
| 12                    | Matvey Mamykin (RUS)*   | 37e         |
| 13                    | Dmitry Kozontchuk (RUS) | AB-5        |
| 14                    | Alexey Tsatevitch (RUS) | AB-1        |
| 15                    | Anton Vorobyev (RUS)    | 31e         |
| 16                    | Vladimir Isaychev (RUS) | 57e         |
| Directeur sportif : ? |                         |             |

| IAM                   | IAM                       | IAM  |
| --------------------- | ------------------------- | ---- |
| Num                   | Coureur                   | Pos  |
| 21                    | Jérôme Coppel (FRA) (Clm) | 2e   |
| 22                    | Sondre Holst Enger (NOR)* | 34e  |
| 23                    | Matteo Pelucchi (ITA)     | 80e  |
| 24                    | Vicente Reynés (ESP)      | NP-5 |
| 25                    | Matthias Brändle (AUT)    | 70e  |
| 26                    | Mathias Frank (SUI)       | 7e   |
| Directeur sportif : ? |                           |      |

| FDJ                   | FDJ                      | FDJ  |
| --------------------- | ------------------------ | ---- |
| Num                   | Coureur                  | Pos  |
| 31                    | Sébastien Chavanel (FRA) | 53e  |
| 32                    | Marc Fournier (FRA)*     | 1er  |
| 33                    | Lorrenzo Manzin (FRA)*   | AB-4 |
| 34                    | Laurent Pichon (FRA)     | 30e  |
| 35                    | Kévin Réza (FRA)         | 35e  |
| 36                    | Benoît Vaugrenard (FRA)  | 48e  |
| Directeur sportif : ? |                          |      |

| AG2R La Mondiale ALM  | AG2R La Mondiale ALM   | AG2R La Mondiale ALM |
| --------------------- | ---------------------- | -------------------- |
| Num                   | Coureur                | Pos                  |
| 41                    | Julien Bérard (FRA)    | 42e                  |
| 42                    | François Bidard (FRA)  | 44e                  |
| 43                    | Alexis Gougeard (FRA)* | 65e                  |
| 44                    | Samuel Dumoulin (FRA)  | 39e                  |
| 45                    | Patrick Gretsch (GER)  | 19e                  |
| 46                    | Cyril Gautier (FRA)    | 14e                  |
| Directeur sportif : ? |                        |                      |

| Cofidis # COF         | Cofidis # COF                 | Cofidis # COF |
| --------------------- | ----------------------------- | ------------- |
| Num                   | Coureur                       | Pos           |
| 51                    | Loïc Chetout (FRA)            | 18e           |
| 52                    | Romain Hardy (FRA)            | 17e           |
| 53                    | Gert Jõeäär (EST) (Route/Clm) | NP-4          |
| 54                    | Anthony Perez (FRA)           | 28e           |
| 55                    | Stéphane Rossetto (FRA)       | 10e           |
| 56                    | Clément Venturini (FRA)*      | 27e           |
| Directeur sportif : ? |                               |               |

| Direct Énergie DEN    | Direct Énergie DEN       | Direct Énergie DEN |
| --------------------- | ------------------------ | ------------------ |
| Num                   | Coureur                  | Pos                |
| 61                    | Bryan Coquard (FRA)      | 13e                |
| 62                    | Angélo Tulik (FRA)       | 40e                |
| 63                    | Tony Hurel (FRA)         | 52e                |
| 64                    | Fabrice Jeandesboz (FRA) | 32e                |
| 65                    | Thomas Voeckler (FRA)    | 4e                 |
| 66                    | Romain Sicard (FRA)      | 12e                |
| Directeur sportif : ? |                          |                    |

| Fortuneo-Vital Concept FVC | Fortuneo-Vital Concept FVC         | Fortuneo-Vital Concept FVC |
| -------------------------- | ---------------------------------- | -------------------------- |
| Num                        | Coureur                            | Pos                        |
| 71                         | Chris Anker Sørensen (DEN) (Route) | 26e                        |
| 72                         | Pierrick Fédrigo (FRA)             | 15e                        |
| 73                         | Yauheni Hutarovich (BLR)           | 68e                        |
| 74                         | Arnaud Gérard (FRA)                | 22e                        |
| 75                         | Benoît Jarrier (FRA)               | 38e                        |
| 76                         | Francis Mourey (FRA)               | 25e                        |
| Directeur sportif : ?      |                                    |                            |

| Delko-Marseille Provence-KTM DMP | Delko-Marseille Provence-KTM DMP | Delko-Marseille Provence-KTM DMP |
| -------------------------------- | -------------------------------- | -------------------------------- |
| Num                              | Coureur                          | Pos                              |
| 81                               | Daniel Díaz (ARG)                | AB-5                             |
| 82                               | Delio Fernández (ESP)            | 54e                              |
| 83                               | Rémy Di Grégorio (FRA)           | 29e                              |
| 84                               | Leonardo Duque (COL)             | 16e                              |
| 85                               | Julien El Fares (FRA)            | AB-5                             |
| 86                               | Benjamin Giraud (FRA)            | NP-3                             |
| Directeur sportif : ?            |                                  |                                  |

| Androni Giocattoli-Sidermec AND | Androni Giocattoli-Sidermec AND   | Androni Giocattoli-Sidermec AND |
| ------------------------------- | --------------------------------- | ------------------------------- |
| Num                             | Coureur                           | Pos                             |
| 91                              | Serghei Tvetcov (ROU) (Route/Clm) | 58e                             |
| 92                              | Marco Benfatto (ITA)              | 75e                             |
| 93                              | Francesco Chicchi (ITA)           | 74e                             |
| 94                              | Tiziano Dall'Antonia (ITA)        | 59e                             |
| 95                              | Luca Pacioni (ITA)*               | 71e                             |
| 96                              | Daniele Ratto (ITA)               | 50e                             |
| Directeur sportif : ?           |                                   |                                 |

| Wanty-Groupe Gobert WGG | Wanty-Groupe Gobert WGG | Wanty-Groupe Gobert WGG |
| ----------------------- | ----------------------- | ----------------------- |
| Num                     | Coureur                 | Pos                     |
| 101                     | Guillaume Martin (FRA)* | 45e                     |
| 102                     | Gaëtan Bille (BEL)      | 5e                      |
| 103                     | Mark McNally (GBR)      | 62e                     |
| 104                     | Boris Dron (BEL)        | 78e                     |
| 105                     |                         |                         |
| 106                     | Danilo Napolitano (ITA) | 60e                     |
| Directeur sportif : ?   |                         |                         |

| Topsport Vlaanderen-Baloise TSV | Topsport Vlaanderen-Baloise TSV | Topsport Vlaanderen-Baloise TSV |
| ------------------------------- | ------------------------------- | ------------------------------- |
| Num                             | Coureur                         | Pos                             |
| 111                             | Jef Van Meirhaeghe (BEL)        | 72e                             |
| 112                             | Floris De Tier (BEL)            | 21e                             |
| 113                             | Dries Van Gestel (BEL)*         | 47e                             |
| 114                             | Otto Vergaerde (BEL)*           | 41e                             |
| 115                             | Jens Wallays (BEL)              | 64e                             |
| 116                             | Eliot Lietaer (BEL)             | 9e                              |
| Directeur sportif : ?           |                                 |                                 |

| Drapac DPC            | Drapac DPC          | Drapac DPC |
| --------------------- | ------------------- | ---------- |
| Num                   | Coureur             | Pos        |
| 121                   | Brenton Jones (AUS) | 55e        |
| 122                   | Jordan Kerby (AUS)  | NP-2       |
| 123                   | Peter Koning (NED)  | 79e        |
| 124                   | Travis Meyer (AUS)  | 67e        |
| 125                   | Jens Mouris (NED)   | 77e        |
| 126                   | Thomas Scully (NZL) | 23e        |
| Directeur sportif : ? |                     |            |

| Roth ROT              | Roth ROT                 | Roth ROT |
| --------------------- | ------------------------ | -------- |
| Num                   | Coureur                  | Pos      |
| 131                   | Nicolas Baldo (FRA)      | NP-5     |
| 132                   | Grischa Janorschke (GER) | 66e      |
| 133                   | Martin Kohler (SUI)      | 43e      |
| 134                   | Dylan Page (SUI)*        | 69e      |
| 135                   | Frank Pasche (SUI)*      | 73e      |
| 136                   | Giacomo Tomio (ITA)*     | 76e      |
| Directeur sportif : ? |                          |          |

| Roompot-Oranje Peloton ROP | Roompot-Oranje Peloton ROP | Roompot-Oranje Peloton ROP |
| -------------------------- | -------------------------- | -------------------------- |
| Num                        | Coureur                    | Pos                        |
| 141                        | Huub Duyn (NED)            | 20e                        |
| 142                        | Raymond Kreder (NED)       | 63e                        |
| 143                        | Maurits Lammertink (NED)   | 11e                        |
| 144                        | Nick van der Lijke (NED)   | NP-5                       |
| 145                        | Marc de Maar (NED)         | AB-4                       |
| 146                        | Johnny Hoogerland (NED)    | 46e                        |
| Directeur sportif : ?      |                            |                            |

| Stölting Service Group SSG | Stölting Service Group SSG | Stölting Service Group SSG |
| -------------------------- | -------------------------- | -------------------------- |
| Num                        | Coureur                    | Pos                        |
| 151                        | Gerald Ciolek (GER)        | AB-4                       |
| 152                        | Linus Gerdemann (GER)      | 49e                        |
| 153                        | Christian Mager (GER)      | AB-5                       |
| 154                        | Lasse Norman Hansen (DEN)  | 51e                        |
| 155                        | Romain Lemarchand (FRA)    | 56e                        |
| 156                        | Fabian Wegmann (GER)       | 36e                        |
| Directeur sportif : ?      |                            |                            |